# Duna di Feniglia
Duna di Feniglia este o arie protejată (arie de protecție specială avifaunistică — SPA) din Italia întinsă pe o suprafață de 458 ha, integral pe uscat.

## Localizare
Centrul sitului Duna di Feniglia este situat la coordonatele 42°25′23″N 11°14′45″E / 42.422931°N 11.245761°E.

## Înființare
Situl Duna di Feniglia a fost declarat arie de protecție specială avifaunistică în decembrie 1998 pentru a proteja 25 de specii de animale.

## Biodiversitate
Situată în ecoregiunea mediteraneană, aria protejată conține 7 habitate naturale: Dune de coastă cu Juniperus spp., Dune cu tufărișuri sclerofile Cisto-Lavenduletalia, Dune mobile de-a lungul țărmului cu Ammophila arenaria („dune albe”), Dune mobile cu vegetație embrionară, Dune cu vegetație ierboasă Malcolmietalia, Dune împădurite cu Pinus pinea și/sau Pinus pinaster, Dune cu vegetație ierboasă Brachypodietalia cu specii anuale.
La baza desemnării sitului se află mai multe specii protejate de  păsări (25): pescăruș albastru (Alcedo atthis), rață mare (Anas platyrhynchos), ciuf-de-pădure (Asio otus), Bubulcus ibis, fugaci de țărm (Calidris alpina), bătăuș (Calidris pugnax), caprimulg (Caprimulgus europaeus), prundăraș de sărătură (Charadrius alexandrinus), șerpar (Circaetus gallicus), Clamator glandarius, dumbrăveancă (Coracias garrulus), egretă mică (Egretta garzetta), presură de grădină (Emberiza hortulana), șoimul rândunelelor (Falco subbuteo), muscar-gulerat (Ficedula albicollis), codalb (Haliaeetus albicilla), piciorong (Himantopus himantopus), sfrâncioc roșiatic (Lanius collurio), sfrâncioc cu cap roșu (Lanius senator), ciuf-pitic (Otus scops), Phalacrocorax carbo sinensis, lopătar (Platalea leucorodia), ciocântors (Recurvirostra avosetta), chiră de baltă (Sterna hirundo), silvie de tufiș (Sylvia undata)
Pe lângă speciile protejate, pe teritoriul sitului au mai fost identificate 1 specie de păsări.